# Aeroportul Wuhai
Aeroportul Wuhai (IATA: WUA, ICAO: ZWUH) este un aeroport din Wuhai⁠(d), Mongolia Interioară, Republica Populară Chineză ce deservește zona Wuhai⁠(d). Aeroportul a fost tranzitat în 2022 de 287.981 de pasageri.
Aeroportul dispune de o singură pistă.